# Il racconto del famiglio del canonico
Il racconto del famiglio del canonico (The Canon's Yeoman's Tale) è la ventiduesima novella scritta da Geoffrey Chaucer all'interno dei Racconti di Canterbury. Non è possibile definire la collocazione esatta della novella, dato il manoscritto originale frammentato, ma è sicuro che fosse collocata dopo Il racconto della seconda monaca, come testimoniano tutti i manoscritti esistenti. Molti studiosi dell'opera di Chaucer concordano nel considerare il racconto uno degli ultimi scritti dall'autore, che probabilmente trasse ispirazione dagli scritti attribuiti a Raimondo Lullo e acquisì le conoscenze alchemiche dallo Speculum naturale di Vincenzo di Beauvais.

## Trama
Il famiglio si unisce ai pellegrini sul finire de Il racconto della seconda monaca e la sua novella si articola in due parti: la prima è sul canonico, un alchimista che viaggia con il famiglio e che è capace di mutare il piombo in oro, mentre la seconda narra di un altro alchimista, che però non compare mai nell'opera. Il famiglio descrive brevemente quali materiali vengano utilizzati nell'alchimia e afferma che essa sia una scienza inutile e incapace di portare a risultati. Corrobora questa tesi con una serie di esperimenti fallimentari che si sono conclusi con disastri e distruzioni. 
Nella seconda parte, il famiglio descrive un alchimista anche peggiore del primo, dato che egli imbroglia un ignaro prete e gli fa credere di poter mutare i metalli in oro. Sul finire della novella, il famiglia parla della pietra filosofale, il mitico oggetto capace di trasformare il piombo e altri metalli in oro e di donare l'immortalità a chi la possiede. Ma il famiglio nega categoricamente che Dio voglia che l'uomo possieda un tale oggetto ed è per questo che nessun alchimista è mai riuscito a creare o trovare la pietra filosofale.